# 森岡敞
森岡 敞（もりおか たかし、1926年頃 - 1981年5月8日）は自治官僚。大阪府大阪市出身。義兄は首藤堯。

## 概要
1948年に東京大学法学部を卒業し、自治省の前身である全国選挙管理委員会に入る。
財政、税務畑が長く、市町村税課長、固定資産税課長、府県税課長、財政課長、財政担当審議官、税務局長、財政局長を経て、1979年10月に自治事務次官となる。
自治事務次官在任中の1981年5月に小脳膿瘍で急死した。享年55歳。
浪花節的な人情家の親分タイプで先輩への義理は厚く、部下思いであったことから、自治省内で慕う者が多かった。ただ、3代前の次官であった松浦功とはソリが合わなかった。